# Menlo Park
Pour la ville du New Jersey qui s'appelait Menlo Park, voir Edison (New Jersey).
Menlo Park est une municipalité du comté de San Mateo, dans l’État de Californie, aux États-Unis. Elle fait partie de la région de la baie de San Francisco. Sa population s’élevait à 33 780 habitants lors du recensement de 2020.

## Géographie
D'après le Bureau du recensement, la ville a une superficie totale de 45,1 km2, dont une superficie terrestre de 26,2 km2. Elle est bordée par les villes de Palo Alto et East Palo Alto et l'université Stanford au sud-est, Redwood City et Atherton à l'ouest et Woodside au sud-ouest.
La rue principale de la ville est Santa Cruz Avenue, qui croise l'avenue d'El Camino Real. Le Menlo Park Civic Center est délimité par Ravenswood Avenue, Alma Street, Laurel Street et Burgess Drive, et accueille les bureaux du conseil municipal, la bibliothèque, la station de police et Burgess Park.

## Histoire
Menlo Park tient son nom de la bourgade de Menlough, dans le comté de Galway, en Irlande, d'où ont émigré Dennis J. Oliver et D.C. McGlynn en 1853 pour y bâtir des résidences pour petits fermiers, ouvriers et domestiques travaillant dans les manoirs voisins d'Atherton. Une arche portant l'inscription « Menlo Park » marquait jusqu'en 1922 l'entrée du développement immobilier, un nom que reprit la ligne ferroviaire entre San José et San Francisco pour la station le desservant (la gare de Menlo Park est aujourd'hui la plus ancienne encore en service continu en Californie).
Le développement fut la deuxième ville incorporée en tant que municipalité dans le comté de San Mateo en 1874, mais dissoute en 1876 par ses résidents pour éviter des impôts supplémentaires.
Pendant la Première Guerre mondiale, la ville fut transformée par l'arrivée de quelque 43 000 soldats, à l'entraînement à Camp Fremont, une base militaire dissoute peu après la fin du conflit.
La ville de Menlo Park fut à nouveau incorporée en 1927.

## Démographie
| Groupe            | Menlo Park | Californie | États-Unis |
| ----------------- | ---------- | ---------- | ---------- |
| Blancs            | 70,2       | 57,6       | 72,4       |
| Asiatiques        | 9,9        | 13,1       | 4,8        |
| Autres            | 8,7        | 17,0       | 6,2        |
| Afro-Américains   | 4,8        | 6,2        | 12,6       |
| Métis             | 4,5        | 4,9        | 2,9        |
| Océaniens         | 1,4        | 0,4        | 0,2        |
| Amérindiens       | 0,5        | 1,0        | 0,9        |
| Total             | 100        | 100        | 100        |
|                   |            |            |            |
| Latino-Américains | 18,4       | 37,6       | 16,7       |

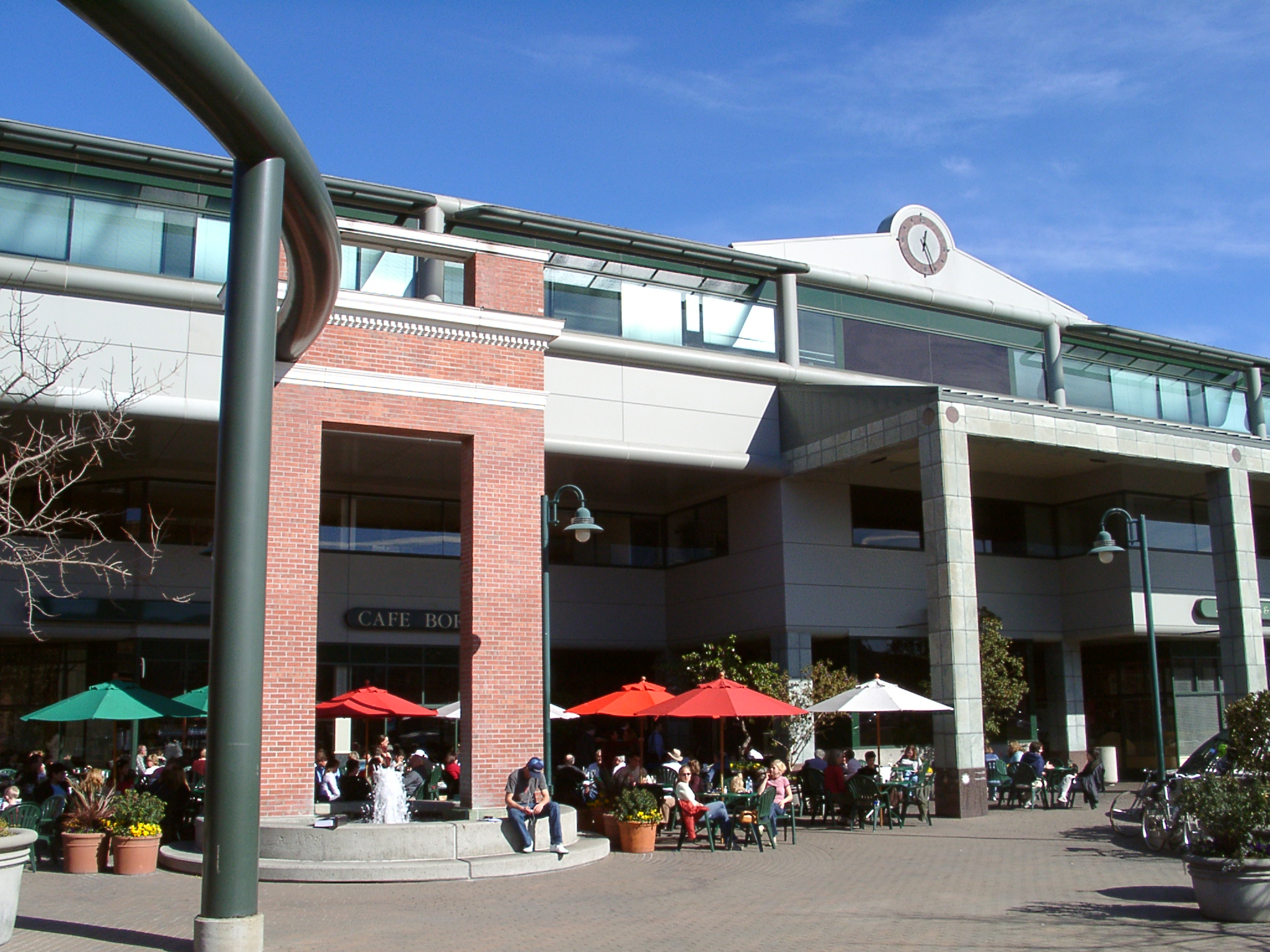
Le Cafe Borrone, adjacent à Kepler's Books dans le Menlo Center, est un lieu de rendez-vous populaire de Silicon Valley.

Selon l'American Community Survey pour la période 2011-2015, 68,61 % de la population âgée de plus de 5 ans déclare parler l'anglais à la maison, 15,32 % déclare parler l'espagnol, 3,28 % une langue chinoise, 1,64 % le français, 0,94 % l'hébreu, 0,79 % l'allemand, 0,76 % le russe, 0,66 % le coréen, 0,57 % le tagalog, 0,55 % l'italien et 6,87 % une autre langue.
| 2000   | 2010   | - | - | - | - |
| ------ | ------ | - | - | - | - |
| 30 785 | 32 026 | - | - | - | - |

## Jumelages
Bizen (Japon)
 Kochi (Inde)
 Galway (Irlande)
 Xinbei (Chine)

## Économie

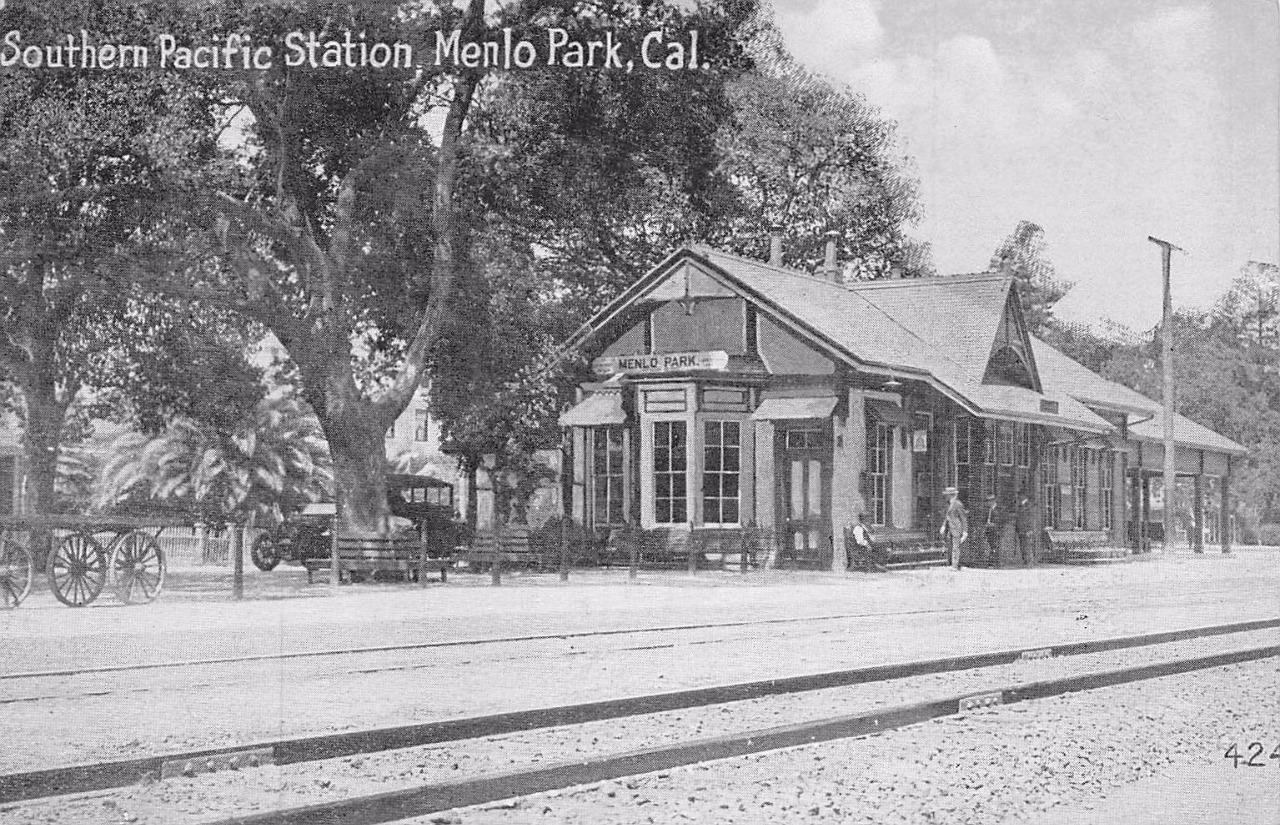
La gare ferroviaire de Menlo Park vers 1918.

Menlo Park, l'une des trois Stanford Cities (les deux autres étant Palo Alto et Atherton), est située à l'extrémité sud-est du comté de San Mateo, séparée du comté de Santa Clara par San Mateo Creek. Bordant l'université Stanford, et elle est souvent considérée comme faisant partie du cœur historique de Silicon Valley. Elle est traversée par Sand Hill Road, un axe routier qui sert d'adresse au Centre de l'accélérateur linéaire de Stanford et à de nombreuses sociétés de capital risque, notamment Sequoia Capital et Elevation Partners (en).
La ville accueille également les bureaux de la région ouest de l'Institut d'études géologiques des États-Unis, ainsi que l'Université et séminaire Saint Patrick.

### Entreprises ayant leur siège à Menlo Park

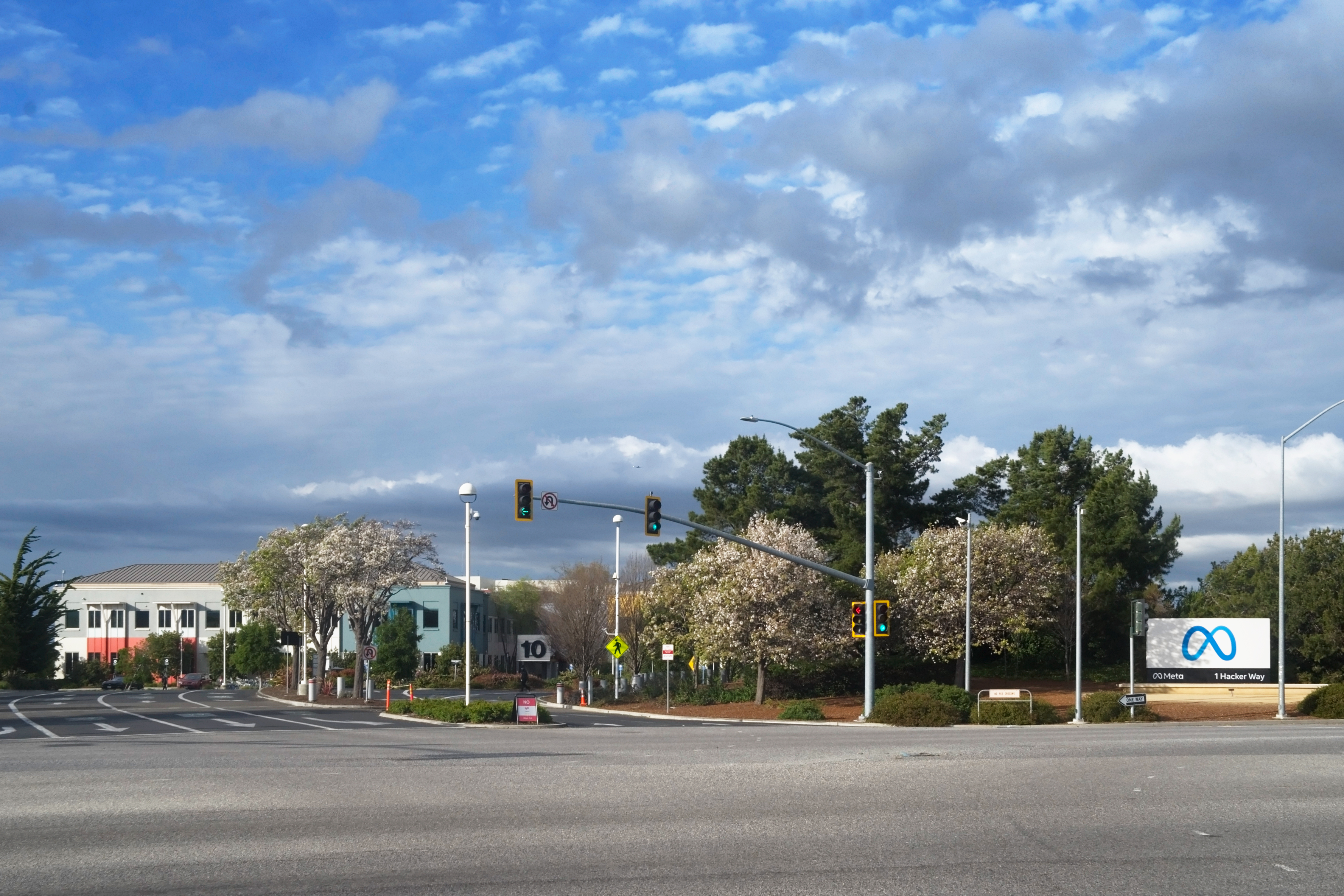
Siège de Meta.

- Meta Platforms (Facebook), fondée en 2004 par Mark Zuckerberg, qui envisage, selon le Sunday Times de construire à Menlo Park une ville, surnommée Zee-Town, destinée à accueillir sur 80 hectares les employés de l'entreprise. La construction de la ville serait confiée à l'architecte Frank Gehry[4].
- SRI International
- Geron Corporation (en), une société de biotechnologie spécialisée dans les domaines de la formule chromosomique et des cellules souches.
- Be Inc., la société défunte fondée par Jean-Louis Gassée.
- Sunset Magazine
- Kepler's, une librairie renommée de la région de la baie de San Francisco

## Résidents renommés
- Le gouverneur de Californie Milton Latham vécut pendant les années 1870 à Menlo Park.
- L'actrice Courtney Thorne-Smith a grandi à Menlo Park.
- Le compositeur Henry Cowell et le mannequin Josie Maran y sont nés.
- L'écrivaine Jeanne Duprau auteure de romans de science-fiction.
- L'écrivain Nancy Farmer vit actuellement à Menlo Park.
- L'explorateur et scientifique Thomas Poulter (1897-1978), y est mort.

## Anecdotes
- Menlo Park est souvent confondue avec un lieu homonyme du New Jersey, où Thomas Edison, alors parfois surnommé « le magicien de Menlo Park », avait son laboratoire de 1876 à 1883.
- Le pont de Dumbarton (Dumbarton Bridge), qui enjambe la baie et relie Menlo Park à Fremont, est nommé d'après la ville de Dumbarton en Écosse.
- C'est dans un garage de Menlo Park que, comme le veut la légende, Google a été lancé.
- C'est à Menlo Park que le Prince ʻUluvalu Tuʻipelehake, de la famille royale tongienne, a été tué dans un accident de la route, avec son épouse et son chauffeur, le 5 juillet 2006. Leur voiture fut heurtée par celle d'une adolescente de dix-huit ans qui roulait en excès de vitesse. Le prince était aux États-Unis pour consulter des expatriés tongiens sur des réformes visant à instaurer plus de démocratie aux Tonga[5].